# Hitachiyama Taniemon
Hitachiyama Taniemon (Mito, 19 gennaio 1874 – 19 giugno 1922) è stato un lottatore di sumo giapponese, noto per essere stato il diciannovesimo yokozuna della storia.

## Gli esordi della carriera
Hitachiyama nasce da una famiglia di samurai che apparteneva al dominio di Mito. La sua famiglia era stata esclusa dalle autorità del rinnovamento Meiji ed era caduta in rovina. 
Hitachiyama si trasferisce a Tokyo e lavora per suo zio; tenta anche di iscriversi alla università di Waseda dove lo zio aveva lavorato come impiegato.

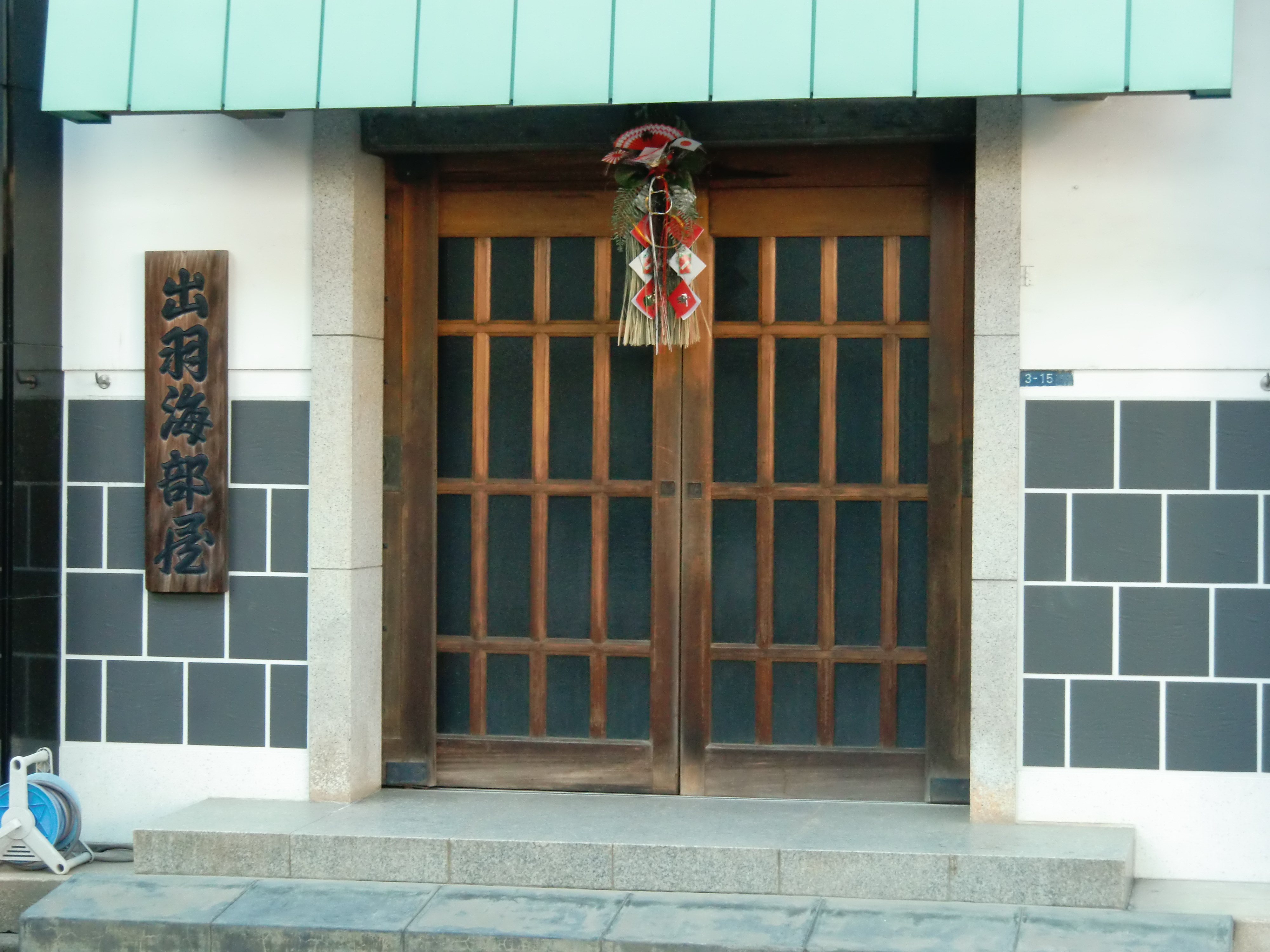
Entrata della palestra Dewanoumi

In questo periodo, però, lo zio osserva che Hitachiyama era in grado di sollevare un peso di 217,5 kg (480 libbre) e gli consiglia di diventare un lottatore di sumo nonostante l'opposizione del padre.
Nel 1890 entra a far parte della palestra Dewanoumi.
Il debutto professionale avviene nel mese di giugno 1892 ma si innamora della nipote del capo allenatore, e quando questi gli rifiuta il permesso di sposarla, se ne va da Tokyo nell'estate del 1894. Si trasferisce prima a Nagoya e quindi ad Osaka.

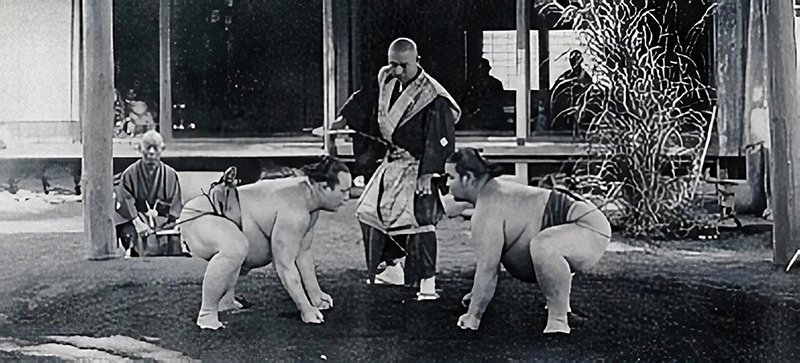
Hitachiyama a sinistra, Umegatania a destra e Oikaze al centro

Torna a Tokyo nella primavera del 1896. Nel frattempo è diventato molto più forte e vince 32 incontri consecutivi. Nel gennaio del 1899 vince al suo primo incontro al torneo nella divisione makuuchi superiore, la massima categoria del sumo professionale. Nel gennaio 1901 è promosso al rango ozeki e nel maggio 1903 sconfigge Umegatani Totaro II. Per questo viene confermata la sua promozione a rango yokozuna. Tuttavia Hitachiyama chiede che anche il suo rivale venga promosso, la sua richiesta viene accolta e nel giugno 1903, per la prima volta nella storia del sumo, sono attivi tre yokozuna contemporaneamente infatti anche Ōzutsu Man'emon aveva ottenuto la promozione alla categoria.

## Yokozuna
Hitachiyama vince 27 incontri consecutivi, ne perde uno contro Araiwa Kamenosuke nel suo primo torneo come Yokozuna, ma poi inizia un'altra serie vincente con 32 incontri consecutivi.
Tuttavia egli è determinato a fare in modo che il sumo venga tenuto in maggiore considerazione nella società giapponese ed è un obiettivo al quale attribuisce più importanza che vincere i tornei stessi.

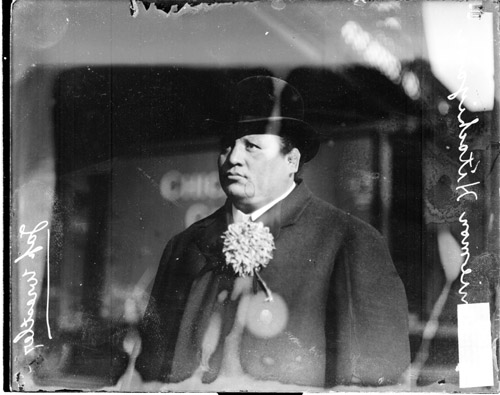
Hitachiyama a Chicago nel 1907

Nell'agosto 1907 effettua un tour degli Stati Uniti d'America e in Europa,  incontra il presidente Theodore Roosevelt ed esegue la yokozuna dohyō-iri (la cerimonia di entrata nell'anello yokozuna) alla Casa Bianca. 
Dopo il ritorno dal lungo viaggio non è più in una posizione dominante come lo era stato prima, anche se riesce a vincere un titolo nella prima Ryogoku Kokugikan, che inizia nel 1909 e che egli stesso aveva contribuito a creare.
Nella divisione makuuchi superiore, vince 150 incontri e ne perde solo 15 raggiungendo così una percentuale di vincita del 90,9%.
Egli è l'ultimo Yokozuna ad avere una percentuale di vincite così elevata in questa categoria. Egli inizia a mettere in atto le sue potenti tecniche solo dopo l'attacco dei suoi avversari e il suo stile di combattimento è ora considerato un modello di yokozuna. Egli introduce nel sumo il bushido, e riesce ad elevare lo status sociale dei lottatori di sumo.

## Gli ultimi anni

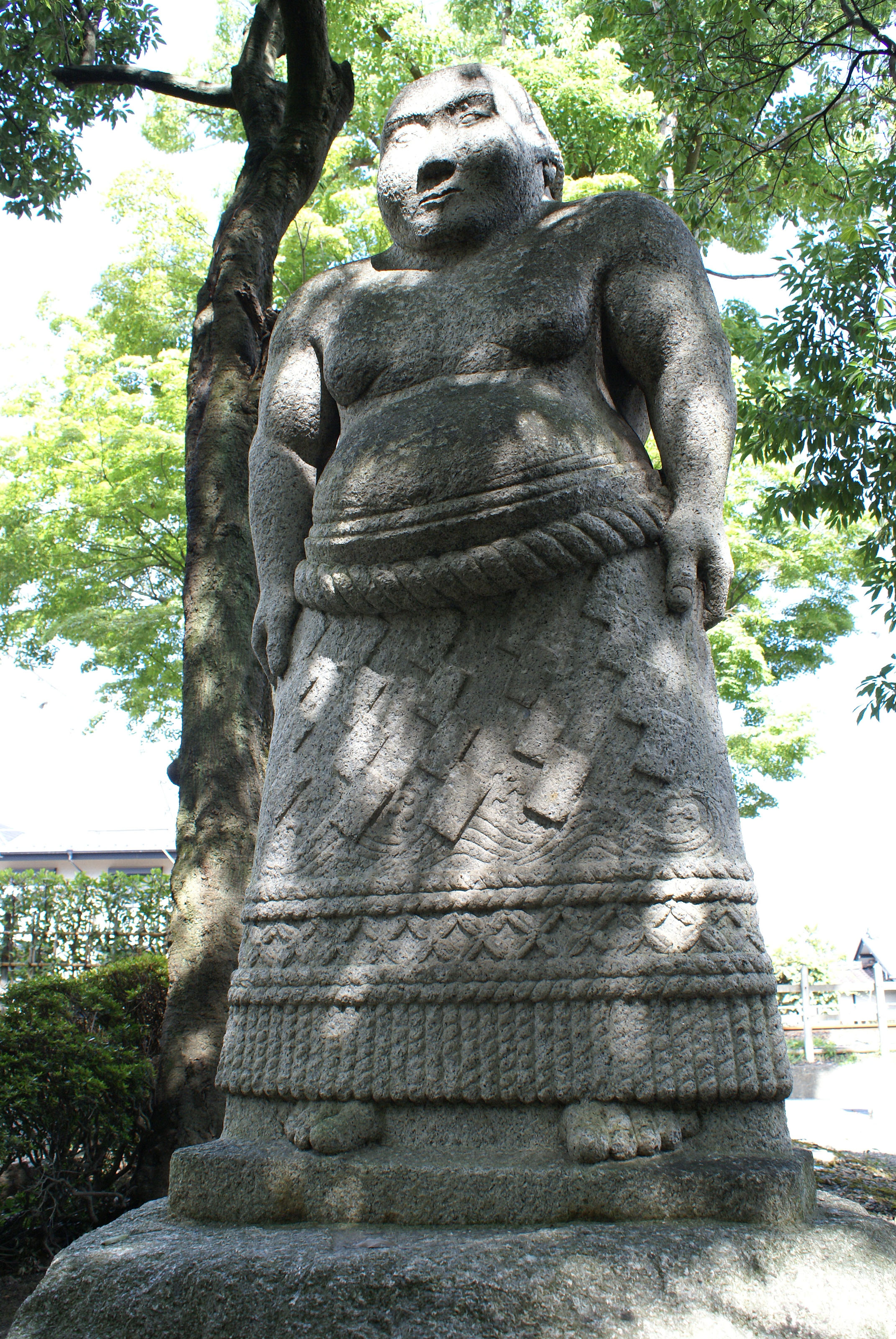
Statua di Hitachiyama

Dopo il suo ritiro avvenuto nel maggio 1914, diventa maestro allenatore nella palestra Dewanoumi e come capo allenatore produce molti lottatori della massima serie, tra i quali non meno di tre Yokozuna: Ōnishiki Uichiro, Tochigiyama Moriya e Tsunenohana Kan'ichi. Nel periodo di più alta attività della palestra è responsabile di duecento lottatori per i quali ha ideato lo stile chankonabe per la preparazione del cibo che ancora è largamente in uso nel sumo.
Hitachiyama muore improvvisamente nel 1922 all'età di 48 anni.
Poiché era una figura molto rispettata nel mondo sumo, è stato il primo Yokozuna per il quale il Japan Sumo Association ha organizzato un funerale ufficiale ed è stato riferito che il corteo funebre sia stato lungo sei chilometri.